# Ideias de Kanye West

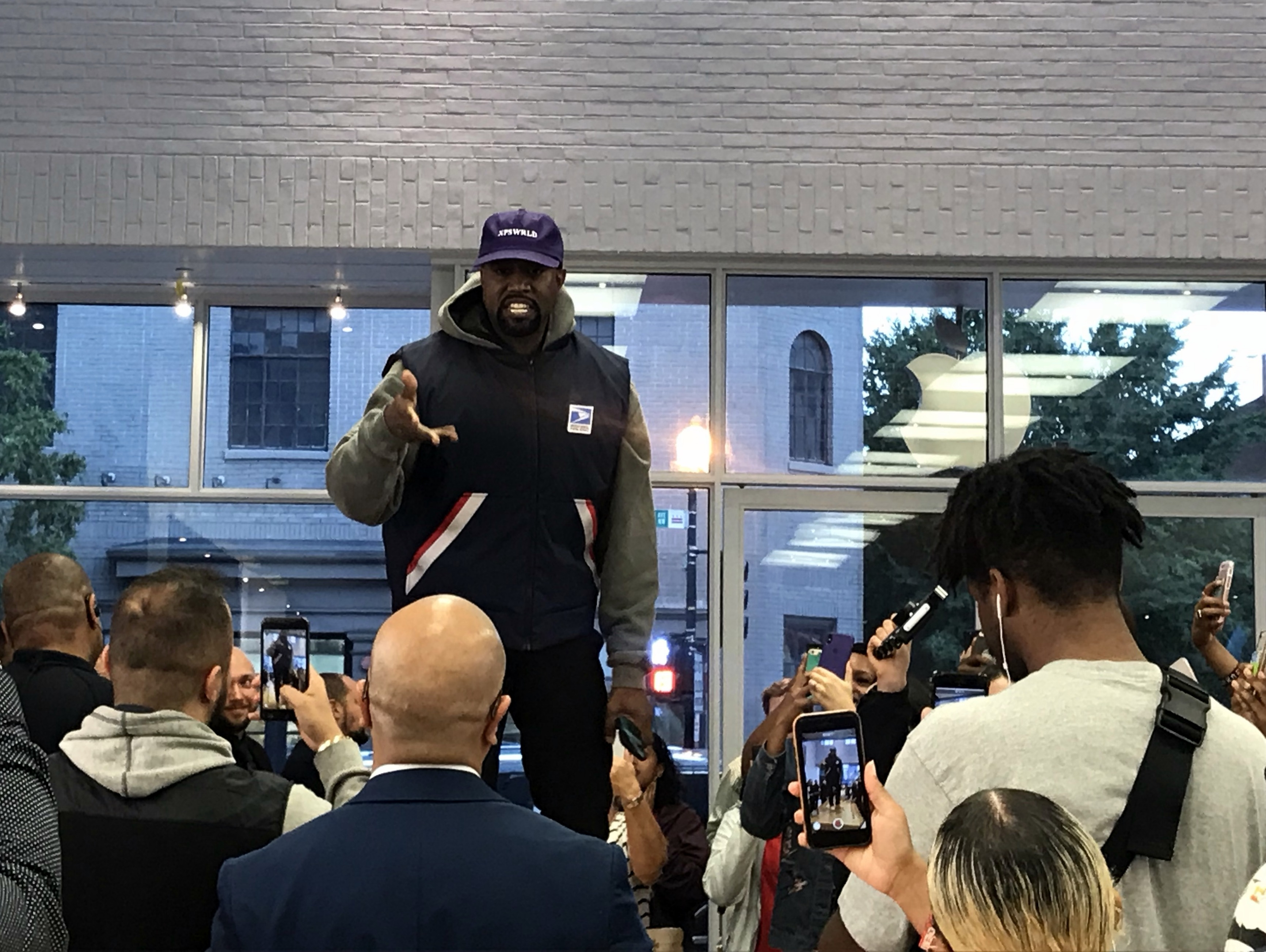
West em 2018, falando para uma platéia em Washington, DC, sobre seu encontro com o presidente Donald Trump

O rapper americano Kanye West atraiu a atenção da grande mídia por suas opiniões controvérsias sobre inúmeras questões políticas e sociais. Ele apoiou as campanhas políticas de Barack Obama em 2008 e 2012, Hillary Clinton em 2016, inicialmente apoiou Donald Trump em 2020 até lançar sua própria campanha e apoiou Trump mais uma vez em 2024. Em sua candidatura malsucedida à Presidência dos Estados Unidos em 2020, ele defendeu uma ética de vida consistente e outros ideais cristãos. Sua campanha subsequente na eleição de 2024 ficou ativa por vários meses no final de 2022, embora no final nenhuma candidatura tenha sido formalizada.
No passado, West se opôs ao aborto, à pena de morte e a previdência social, e apoiou os direitos às armas e o casamento gay. Suas opiniões se radicalizaram após seu divórcio com Kim Kardashian. Em dezembro de 2022, West disse que admirava Adolf Hitler, negou publicamente o Holocausto e se declarou como nazista em uma entrevista ao Infowars de Alex Jones. Em um discurso no Twitter em fevereiro de 2025, West fez comentários antissemitas, elogiou Hitler e defendeu o rapper Sean "Diddy" Combs das diversas acusações contra o rapper. West inicialmente afirmou que seu discurso era um "experimento social", mas depois retirou sua declaração e reafirmou suas opiniões. Ele foi amplamente condenado e perdeu muitos patrocinadores e parcerias. Em maio de 2025, West declarou que havia "parado com o antissemitismo".

## Política
Em 2005, West apareceu como apresentador convidado durante A Concert for Hurricane Relief, um show beneficente para as vítimas do furacão Katrina, ao lado do ator Mike Myers. West desviou-se de seu script, criticando a disparidade aparente da mídia no tratamento das vítimas negras em comparação às vítimas brancas do furacão devastador. Ele concluiu seu discurso afirmando "George Bush não se importa com o povo negro", criticando a resposta federal dos Estados Unidos ao Katrina. Ele pediu desculpas pelo comentário em 2010, dizendo que "não tinha motivos para chamar [Bush] de racista" e mais tarde declarou, em relação à observação, que o mesmo "foi programado para pensar com uma mentalidade de vítima".
O futuro presidente Barack Obama consultou West durante sua campanha presidencial de 2008, e West se apresentaria em uma festa do Comitê Nacional Democrata em agosto para apoiar a candidatura de Obama à presidência, revelando no palco que desejava que "[sua] mãe pudesse ter visto este dia". West mais tarde postaria um retrato de Obama em seu blog após sua vitória eleitoral, com uma mensagem dizendo "OI MÃE, OBAMA GANHOU!". West se apresentou ao lado dos artistas Fall Out Boy e Kid Rock no baile de posse da juventude de Obama em 2009, elogiando o recém-empossado presidente durante seu show.
Em setembro de 2012, West doou US$ 1.000 para a campanha de reeleição de Barack Obama e, em agosto de 2015, doou US$ 2.700 para a campanha de Hillary Clinton em 2016. Ele também doou US$ 15.000 ao Comitê Nacional Democrata em outubro de 2014.
Em setembro de 2015, West anunciou que pretendia concorrer à presidência dos Estados Unidos em 2020. Mais tarde, ele deu a entender em seu Twitter que pretendia concorrer à presidência em 2024 devido à vitória de Donald Trump nas eleições de 2016. Mais tarde, West confirmou isso em uma entrevista em setembro de 2018, afirmando que sua principal preocupação política é saúde nos Estados Unidos. Em 13 de dezembro de 2016, West se reuniu com Presidente eleito Trump. De acordo com West, "Eu queria me encontrar com Trump hoje para discutir questões multiculturais. Essas questões incluíam bullying, apoio a professores, modernização de Currículos e violência em Chicago. Penso que é importante ter uma linha de comunicação direta com o nosso futuro presidente, se quisermos verdadeiramente mudar."
West afirmou anteriormente que teria votado em Trump se tivesse votado. Em fevereiro de 2017, No entanto, West excluiu todos os seus tweets sobre Trump em alegada antipatia pelas políticas do novo presidente, particularmente a ordem executiva 13769. West reiterou seu apoio a Donald Trump em abril de 2018 em um texto para Ebro Darden onde ele disse " Eu amo Donald Trump ... Eu amo Donald Trump." West também postou uma foto usando um boné do Make America Great Again junto com uma série de tweets defendendo o presidente Trump. Mais tarde, Trump retuitou vários tweets de West.
Após seu retorno ao Twitter em abril de 2018, West tuitou "Eu amo o jeito que Candace Owens pensa". O tuíte foi recebido com controvérsia entre alguns fãs de West.
Em maio de 2018, West disse em uma entrevista ao apresentador de rádio Charlamagne tha God que um amigo lhe perguntou: "O que torna George Bush mais racista do que Trump?" Isso possivelmente se referia à sua anterior condenação controversa a Bush por não se importar com os negros. West disse que "o racismo não é um problema para mim. Se fosse esse o caso, eu não viveria na América."

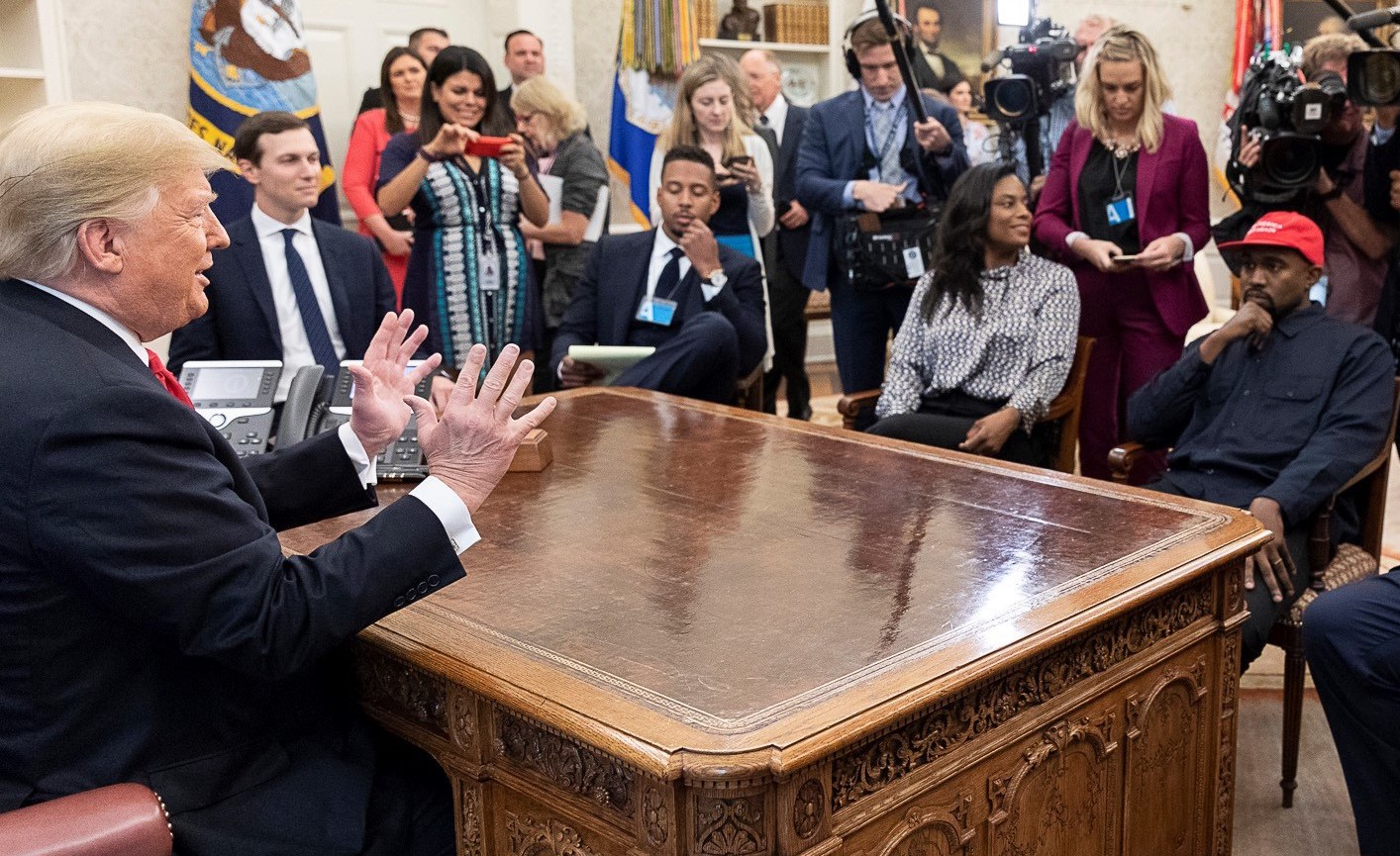
West (boné vermelho) com o presidente Donald Trump no Salão Oval em 2018

Na mesma entrevista, West expressou admiração por Bernie Sanders e suas políticas, dizendo que "a versão Ye [de uma campanha presidencial] seria a campanha de Trump com talvez os princípios de Bernie Sanders. Essa seria minha mistura e tal." Em uma entrevista de 2020 com Nick Cannon, West revelou que queria se encontrar com Joe Biden e Bernie Sanders, mas foi negado por Sanders.
Em 11 de outubro de 2018, West visitou o Salão Oval para uma reunião com o presidente Trump para discutir uma série de questões. Ele e vários outros músicos assistiram Trump assinar a Lei de Modernização da Música. Mais tarde, em outubro de 2018, West e sua esposa visitaram o presidente pró-Trump de Uganda, Yoweri Museveni, que disse que eles tiveram "discussões frutíferas" sobre promover o turismo e as artes.
Em 2018, West expressou apoio aos direitos às armas, afirmando que "o problema são as armas ilegais. O problema são as armas ilegais, não as legais. Temos o direito de portar armas". As observações de West receberam apoio da Associação Nacional de Rifles da América (NRA).
No mesmo mês, West doou US$ 73.540 à candidata progressista à prefeitura de Chicago, Amara Enyia. A doação foi o valor exato que Enyia precisava para pagar uma multa que recebeu por não apresentar um relatório de financiamento de campanha durante sua curta candidatura à prefeitura em 2015.
Também no mesmo mês, West teria dado seu apoio ao movimento Blexit, uma campanha de Owens para encorajar os negros americanos a abandonar o Partido Democrata e se registrar como republicanos. Relatórios da mídia sugeriram que West havia aconselhado sobre o design do logotipo da campanha e produtos da marca, incluindo camisetas. No entanto, West negou ser o designer e repudiou o esforço, tuitando: "Meus olhos agora estão bem abertos e agora percebo que fui usado para espalhar mensagens nas quais não acredito. Estou me distanciando da política e me concentrando completamente em ser criativo. !!!"
Em 2019, West reafirmou seu apoio a Trump. Naquele ano, ele expressou sua oposição ao aborto, e condenou aqueles que desejam remover a religião da esfera pública. Em uma entrevista à GQ em janeiro de 2020, West deu a entender que votaria no presidente Trump. Meses depois, West lançou sua própria candidatura à presidência e disse em uma entrevista subsequente que estava "tirando o chapéu de Trump" porque Trump estava se escondendo em um bunker durante os protestos de George Floyd. Em Setembro de 2020, o Ocidente expressou o seu apoio à Arménia durante o conflito de Nagorno-Karabakh de 2020. Também nesse mês, West se encontrou com o presidente do Haiti, Jovenel Moïse, e discutiu a propriedade de terras no país.
Em dezembro de 2022, West incentivou seus seguidores no Instagram a votarem no candidato republicano Herschel Walker na segunda volta das eleições para o Senado dos EUA na Geórgia.
Pelo menos cinco presidentes condenaram West por suas declarações e ações. George W. Bush criticou West por "chamá-lo de racista". Jimmy Carter e Barack Obama condenaram suas ações após o MTV Video Music Awards de 2009, com Obama chamando-o de "idiota" durante uma entrevista. Donald Trump e Joe Biden (indiretamente por meio de um tweet) criticaram West em 2022 depois que ele elogiou os nazistas.

## Questões sociais

### Aborto
Em outubro de 2019, West (então um devoto cristão evangélico) se manifestou contra o aborto, citando sua crença no Quinto Mandamento; "não matarás". Em uma entrevista de outubro de 2022 com Tucker Carlson, Kanye West declarou que é antiaborto, alegando que "há mais bebês negros sendo abortados do que nascidos na cidade de Nova York neste momento. Que 50% das mortes de negros na América são aborto". No mesmo mês, ele repetiu essas afirmações em um podcast com Lex Fridman, dizendo que "Cinquenta por cento hoje de... mortes de negros hoje é aborto... Não é racismo; esse é um termo muito amplo. É genocídio e controle populacional que os negros estão enfrentando hoje na América, que é promovido pela música e pela mídia que os negros fazem, das quais as gravadoras judaicas são pagas".

### Pena de morte
Em 2020, West disse que era contra a pena de morte.

### Direitos LGBT+
West falou em apoio ao casamento gay. Em uma entrevista de 2005 para a MTV News com Sway Calloway, West se manifestou contra a homofobia na música hip hop, relembrando: "Lembro que meu primo me disse que outro primo meu era gay, e naquele momento foi o momento decisivo em que eu pensei: 'Ei, esse é meu primo, eu o amo. Tenho discriminado gays. Eu discrimino meu primo?'"Em uma entrevista de 2022 para a Censored.TV com Gavin McInnes, West declarou: "Sabe, a questão é que 95% dos gays não se casam de qualquer maneira. Então é algo muito liberal que é apresentado para dar origem a essas manchetes. Todas as minhas políticas seguirão a Bíblia."
Em abril de 2025, West tuitou várias postagens polêmicas sobre pessoas transgênero, dizendo que seu "pau é grande para uma buceta trans" e que "Você começa a namorar uma mulher trans e se pergunta por que vocês têm tantas coisas em comum".

### Saúde mental
West foi diagnosticado com transtorno bipolar em 2016. Seu álbum de 2018, ye, discutiu suas lutas com a saúde mental, incluindo o diagnóstico, e sua capa contém a declaração "Eu odeio ser bipolar, é incrível". Em dezembro de 2018, West disse que parou de tomar medicamentos para transtorno bipolar seis meses antes, pois acreditava que isso estava impactando negativamente a qualidade de sua produção musical, declarando que não teria feito seus álbuns My Beautiful Dark Twisted Fantasy e Watch the Throne enquanto estivesse medicado.
Em uma entrevista de 2022 com o executivo da gravadora Wack 100, West alegou que seu diagnóstico anterior de transtorno bipolar foi um diagnóstico incorreto de um médico judeu, acreditando que ele é "mais autista do que bipolar". Em uma entrevista de 2025 com Justin Laboy, West afirmaria que havia sido formalmente diagnosticado com autismo por sugestão de sua esposa.

### Livros
Embora West tenha escrito vários livros, ele demonstrou aversão aos livros e ao ato de ler. Durante um episódio de 2022 do podcast "Alo Mind Full" da Alo Yoga, West admitiu que nunca havia lido nenhum livro. Ele disse: "Ler é como comer couve de Bruxelas para mim. E falar é como comer o ravióli de milho Giorgio Baldi."

### Liberdade religiosa
West apoia organizações religiosas e a restauração da oração escolar nos Estados Unidos.

### Reforma prisional
Em setembro de 2018, West apelou à alteração da Décima Terceira Emenda devido a uma lacuna que sugere que é legal escravizar condenados. Durante uma reunião com Trump no mês seguinte, West chamou a Décima Terceira de armadilha.
Em outubro de 2019, West declarou durante uma apresentação com o Sunday Service Choir que as pessoas estavam muito ocupadas discutindo música e esportes em vez de se concentrar em um sistema quebrado que, segundo ele, aprisiona "um em cada três afro-americanos... neste país". No mês seguinte, West alegou que a mídia o chama de "louco" para silenciar sua opinião, conectando isso ao encarceramento de afro-americanos e celebridades.
Em seu álbum Jesus Is King (2019), West discutiu a Décima Terceira Emenda, o encarceramento em massa, criticou o complexo industrial-prisional e conectou as leis dos três strikes à escravidão.

### Economia
Em maio de 2018, West defendeu a teoria da "plantação democrática", segundo a qual a assistência social é uma ferramenta usada pelo Partido Democrata para manter os negros americanos como uma subclasse que continua dependente do partido. Durante uma aparição especial em setembro de 2018 no Saturday Night Live, depois que o programa já havia saído do ar, West alegou à multidão que era um plano do Partido Democrata "tirar os pais de casa e promover o bem-estar."
No mês seguinte, West alegou que o homicídio era um subproduto de um "estado de bem-estar social" que destruía famílias negras. Jelani Cobb contestou a afirmação de West na The New Yorker (pelo menos tanto quanto se aplicava a Chicago), argumentando que "os catalisadores da violência naquela cidade são anteriores ao 'estado de bem-estar social' e à ascensão de famílias negras monoparentais, na década de 1970". Ele apontou para descobertas da Comissão de Relações Raciais de Chicago sobre a violência dos distúrbios raciais de Chicago de 1919 e um estudo de 1945 intitulado Black Metropolis, publicado pelos sociólogos St. Clair Drake e Horace Cayton, que Cobb escreveu, "detalhou as maneiras pelas quais a discriminação na moradia e no emprego estava afetando negativamente os migrantes negros". Ele também observou observações semelhantes feitas por WEB Du Bois na Filadélfia, em 1903.

### Outros
Em Setembro de 2013, West foi amplamente repreendido por grupos de direitos humanos por se apresentar no Cazaquistão durante o casamento do neto do presidente autoritário Nursultan Nazarbayev. West teria recebido US$ 3 milhões por sua atuação. West já havia participado de boicotes culturais, juntando-se a Shakira e Rage Against the Machine na recusa de se apresentar no Arizona após a implementação, em 2010, das leis de parada e busca contra potenciais imigrantes ilegais.
Em fevereiro de 2016, West se envolveu novamente em polêmica quando postou um tweet aparentemente afirmando a inocência de Bill Cosby, após mais de 50 mulheres alegarem que ele as havia agredido sexualmente.
West fez inúmeras declarações contra a vacina contra a COVID-19.
West apoiou a legalização da cannabis nos Estados Unidos.
Quando questionado sobre o conflito israelo-palestino em fevereiro de 2024, após o início da guerra de Gaza (2023-presente), West disse que não tinha conhecimento suficiente para comentar. Em setembro, antes de iniciar um evento de audição Vultures 2, ele exibiu uma fotografia de uma oliveira palestina. A fotografia foi tirada durante a Primeira Intifada (1987-1993), e o gesto foi interpretado como uma expressão de solidariedade do Ocidente para com os palestinos. Em maio de 2025, West tuitou “ Gaza livre” com um emoji da bandeira palestina.

## Questões raciais
Em 2018, West criticou a Décima Terceira Emenda, citando a disposição que permite a escravidão como punição por um crime. Em maio, West causou polêmica quando disse durante uma aparição no TMZ: "Quando você ouve falar sobre a escravidão por 400 anos... por 400 anos? Isso parece uma escolha. Vocês estiveram lá por 400 anos e são todos vocês. É como se estivéssemos mentalmente presos." West respondeu à controvérsia no Twitter: "Claro que sei que os escravos não eram acorrentados e colocados em um barco por livre e espontânea vontade. Meu ponto é que, para nós, permanecermos nessa posição, mesmo com os números do nosso lado, significa que fomos mentalmente escravizados" e "A razão pela qual levantei a questão dos 400 anos é que não podemos ser mentalmente presos por mais 400 anos. Precisamos de livre pensamento agora. Até mesmo a declaração foi um exemplo de livre pensamento. Foi apenas uma ideia. Mais uma vez estou sendo atacado por apresentar novas ideias." Mais tarde, em 29 de agosto de 2018, West ofereceu um pedido de desculpas emocionado por seu comentário sobre a escravidão durante uma entrevista de rádio com 107.5 WGCI Chicago.
Em novembro de 2016, West disse aos negros para "pararem de se focar no racismo", mas esclareceu que seu apoio a Trump não significava que ele não "acreditasse no Black Lives Matter". Em junho de 2020, West participou dos protestos de George Floyd e doou US$ 2 milhões para ajudar as vítimas dos distúrbios ocorridos durante as manifestações. Ele também pagou a mensalidade da faculdade da filha de Floyd. No mês seguinte, West declarou que uma das suas prioridades seria acabar com a brutalidade policial, acrescentando que "[a] polícia também é gente".
Em 3 de outubro de 2022, durante seu desfile de moda da Yeezy Season 9 em Paris, West usou uma camisa com o texto "WHITE LIVES MATTER", um movimento descrito pela Forbes como controverso. De acordo com a Liga Antidifamação, a frase é um slogan da supremacia branca que foi criado em resposta aos protestos do Black Lives Matter contra a brutalidade policial. A comentarista conservadora Candace Owens posou para uma foto com West, enquanto usava uma camisa combinando com o slogan. Após o evento, West postou uma história em seu Instagram, afirmando: "Todos sabem que o Black Lives Matter era um golpe, agora acabou, de nada."

## Antissemitismo

### Antes de 2022
Em outubro de 2022, a CNN relatou, com base em fontes anônimas, que West tinha uma "história perturbadora de admiração" pela Alemanha nazista e por Adolf Hitler. Embora West tenha dito em um podcast de setembro de 2022 que não havia lido nenhum livro, a CNN relatou que ele havia lido o manifesto de Hitler, Mein Kampf (1925). A Rolling Stone relatou que a admiração de West pelos nazistas e Hitler era um segredo aberto entre indústria musical há cerca de duas décadas, e o TheWrap descobriu que West fez declarações públicas empregando libelos antissemitas desde pelo menos 2005. Ele teve uma longa amizade com o líder da Nação do Islã, Louis Farrakhan, que foi descrito como antissemita pela Liga Antidifamação (ADL) e pelo Southern Poverty Law Center.
De acordo com fontes da Rolling Stone, West mencionou repetidamente os nazistas e Hitler já por volta de 2003, durante a produção de The College Dropout (2004). As fontes descreveram que West se inspirava na propaganda nazi para as suas tácticas de marketing e que se tornava confrontacional se não sentisse que as suas opiniões eram validadas. Durante um evento de freestyle em 2005, West fez um rap: "Sou mesquinho com meu dinheiro como se minha família fosse judia, uh! Eu disse 'judeus', minha carreira está ferrada." Na música "Flashing Lights" do álbum Graduation (2007), West canta sobre odiar paparazzis mais do que nazistas, o que Brian Levin, da California State University, San Bernardino, disse que trivializa as atrocidades nazistas.
Durante o festival de música Big Chill em 6 de agosto de 2011, West foi vaiado após se comparar a Hitler durante um discurso no palco: "Há tanta besteira acontecendo na indústria musical agora. Alguém precisa fazer a diferença. As pessoas me tratam como Hitler." O Jerusalem Post escreveu que esta foi a primeira observação de West que "levantou sobrancelhas entre os judeus". Durante uma entrevista em 26 de novembro de 2013 no The Breakfast Club, West explicou por que acreditava que Barack Obama tinha problemas em promover políticas em Washington: "Os negros não têm o mesmo nível de conexões que os judeus... Não somos judeus. Não temos família com dinheiro assim." A ADL condenou a observação de West como "a velha mentira de que os judeus são todos poderosos e controlam as alavancas do poder no governo". Em 21 de dezembro de 2013, West retirou a declaração, dizendo a uma estação de rádio de Chicago que "Pensei que estava fazendo um elogio, mas, na verdade, soou mais ignorante. Não sei como é um insulto ouvir que você tem dinheiro."
A Rolling Stone relatou que durante uma ligação de negócios no final de 2015, West descreveu Hitler como um "gênio do marketing" que "realmente entendia como mobilizar pessoas de uma forma que ninguém jamais entendeu". Uma versão inicial da música "Famous" de The Life of Pablo (2016) que vazou online contém letras antissemitas cortadas: "O mundo está ficando preto lentamente, onde você pode chamar os negros de 'negros', mas é melhor não mencionar Hitler, então me diga quem comanda a gravadora, de onde vêm as armas?" De acordo com a CNN, West queria intitular seu álbum de 2018, lançado como ye, Hitler. O artista conceitual Ryder Ripps, que trabalhou com West entre 2014 e 2018, lembrou-se de West elogiando os nazistas e discutindo teorias da conspiração antissemitas em reuniões durante o final de 2018. Ripps, um judeu, disse que discutiu com West sobre os comentários, mas não os considerou perigosos na época.
Van Lathan Jr., que conduziu a entrevista do TMZ em 2018 na qual West disse que a escravidão "parece uma escolha", disse que West também fez comentários expressando amor por Hitler e pelos nazistas que foram editados antes da publicação. Em uma entrevista de 2019 com David Letterman, West disse que os liberais tratavam os apoiadores de Trump como nazistas e insinuaram que os judeus estavam por trás do movimento #MeToo; ambos os comentários foram editados da entrevista divulgada. A NBC News informou em novembro de 2022 que West havia pago um acordo a um funcionário que o acusou de antissemitismo e de elogiar os nazistas. West negou as acusações.

### 2022–2024
|            | ye | Logo do Twitter, um pássaro azul estilizado |
| @kanyewest |    |                                             |

            I'm a bit sleepy tonight but when I wake up I'm going death con 3      On JEWISH PEOPLE     The funny thing is I actually can't be Anti Semitic  because black people are actually Jew also    You guys have toyed with me and tried to black ball anyone whoever opposes your agenda

Oct 8, 2022

Em 7 de outubro de 2022, West pareceu sugerir em uma postagem no Instagram que Sean Combs é controlado por judeus; em resposta, o Instagram bloqueou sua conta. Depois de não poder postar no Instagram e não twittar por quase dois anos, em 8 de outubro, West tuitou que iria "entrar em death con 3". [sic] em relação ao povo judeu, despertando a atenção da mídia. O tweet foi amplamente condenado como antissemita, e a conta de West no Twitter foi temporariamente suspensa. Antes de publicar o tweet controverso, ele postou uma imagem sua com Mark Zuckerberg em seu Twitter, criticando Zuckerberg por "suspendê-lo do Instagram".
Em 11 de outubro, a Vice relatou segmentos não exibidos de uma entrevista de West com Tucker Carlson, da Fox News, que foi ao ar alguns dias antes, na qual West fazia várias declarações conspiracionistas, racistas e antissemitas.  West disse que Margaret Sanger era uma "eugenista conhecida" e fundou a Planned Parenthood com a Ku Klux Klan (KKK) "para controlar a população judaica". Ele acrescentou que "Quando digo judeu, quero dizer as 12 tribos perdidas de Judá, o sangue de Cristo, quem as pessoas conhecidas como a raça negra realmente são" e que "Este é quem é o nosso povo. O sangue de Cristo. Como cristão, esta é a minha crença". West também desaprovou que seus filhos fossem para uma escola que celebra o Kwanzaa, dizendo: "Prefiro que meus filhos conheçam o Hanukkah do que o Kwanzaa. Pelo menos isso vem com alguma engenharia financeira". A Fox News redigiu esses segmentos em sua exibição original.
Naquele mês, um episódio do programa de LeBron James, The Shop: Uninterrupted , com West, não foi ao ar, pois West teria feito comentários antissemitas durante a gravação do episódio. Em um episódio de 17 de outubro do podcast Drink Champs, gravado no dia anterior, West afirmou que estava sendo alvo da "mídia judaica" e dos "judeus sionistas" e disse: "Você realmente me influenciou a entrar nessa vibração antissemita e, você sabe, estou aqui para terminar o trabalho. Estou aqui para não recuar. Eles nunca deveriam ter deixado vocês, negros, ganharem dinheiro." Na mesma entrevista, West reiterou sua afirmação de que os negros são as Tribos Perdidas de Israel. No mesmo dia, West alegou em uma entrevista televisionada com Chris Cuomo da NewsNation que estava sendo alvo de uma "máfia da mídia subterrânea judaica", o que também levou a um confronto com Cuomo.
Poucos dias depois destes comentários, em 22 de Outubro, a Liga de Defesa Goyim neonazista protestou em Los Angeles, pendurando uma faixa que dizia "Kanye está certo sobre os judeus" em cima de um viaduto, enquanto fazia saudações nazistas. A manifestação foi amplamente condenada por grupos de defesa dos direitos judeus e políticos, alguns dos quais pediram ao patrocinador de West, a Adidas, que cortasse relações com ele. Jeffrey Abrams da Liga Antidifamação foi citado dizendo que "esses grupos de ódio estão agora alavancando os tropos antissemitas que Kanye West tem propagado nas redes sociais e em entrevistas".
Em resposta às suas declarações antissemitas, a Vogue, Universal Music Group, CAA, Balenciaga, Gap e Adidas encerraram suas colaborações, patrocínios e relacionamentos com West. A Foot Locker e a TJ Maxx retiraram os produtos de West das suas prateleiras. Com o término de seus relacionamentos comerciais, West perdeu seu status de bilionário; a Forbes estimou seu patrimônio reduzido em US$ 400 milhões, provenientes de seus "imóveis, dinheiro, seu catálogo de música e uma participação de 5% na empresa de moda de sua ex-esposa Kim Kardashian, Skims". Em 26 de outubro de 2022, West foi escoltado para fora da sede da Skechers em Manhattan Beach, Califórnia, após chegar sem avisar e sem ser convidado; a Skechers disse que "não estava considerando e não tinha intenção de trabalhar com West".
Mais tarde, em dezembro de 2022, ao falar com o X17, West declarou que não sofre de transtorno bipolar e que esse foi um diagnóstico incorreto de um médico judeu. Ele também respondeu à alegação de que está tendo um episódio psicótico, afirmando que não está tendo nenhum; ele também disse que "pode ser ligeiramente autista, como Rain Man".

#### Entrevista naTimcast IRL
Após a visita, West e Fuentes fizeram uma aparição no podcast Timcast IRL de Tim Pool em 28 de novembro, junto com Milo Yiannopoulos. No podcast, West entrou em detalhes sobre seu encontro com Trump, alegando que ele foi adiado de outubro para novembro por Trump depois que ele anunciou sua candidatura à eleição presidencial de 2024, além de afirmar que Alex Jones disse a West para trazer Yiannopoulos com ele, que por sua vez também apresentou Fuentes. West também continuou a fazer comentários antissemitas e comparou sua situação à de Martin Luther King Jr. e Malcolm X. A relutância de Pool em aceitar as opiniões de West irritou o mesmo, que repetidamente ameaçou deixar o set, afirmando que, "Eu sinto que é uma armação... Vou sair do show se eu tiver que falar sobre, 'Você não pode dizer que os judeus fizeram isso,' quando toda pessoa sensata sabe — que Jon Stewart sabe — o que aconteceu comigo, e eles foram longe demais."
Após uma das declarações de West, Pool fez uma pequena concessão a West, afirmando que acreditava que "eles" tinham sido injustos com ele; isso levou West a pedir a Pool que esclarecesse o que ele queria dizer com "eles", especulando (junto com Fuentes) que era um eufemismo para judeus. Quando Pool esclareceu que se referia à imprensa corporativa, West, percebendo que Pool não levaria em conta seus pontos de vista, saiu abruptamente da entrevista e foi seguido por Fuentes e Yiannopoulos. A sua saída foi amplamente criticada, inclusive pelo próprio Pool, que continuou o programa depois, rotulando depreciativamente a saída de West do seu podcast como "woke".

#### Entrevistada InfoWars

O símbolo raeliano tuitado por West

Em 1 de dezembro de 2022, West elogiou Hitler no InfoWars, dizendo "todo ser humano tem algo de valor à trazer para a mesa, especialmente Hitler", "Eu amo judeus, mas também amo nazistas", "Há várias coisas que eu amo em Hitler; várias coisas", "Eu gosto do Hitler" e "Eu sou um nazista". Ele também afirmou que "precisamos parar de menosprezar os nazistas o tempo todo", "a mídia judaica nos fez sentir que os nazistas e Hitler nunca ofereceram nada de valor ao mundo" e "minhas contas foram congeladas pelos bancos judeus". West também negou o Holocausto e afirmou falsamente que era "factualmente incorreto" que Hitler tivesse matado seis milhões de judeus. Após a entrevista, West postou uma imagem no Twitter de uma suástica enredada em uma Estrela de Davi ; o símbolo está associado ao Movimento Raeliano. Sua conta no Twitter foi suspensa imediatamente depois, com o proprietário do Twitter, Elon Musk, afirmando que ele havia violado as regras do Twitter em relação a incitação à violência.

#### Entrevista com Gavin McInnes
Em 6 de dezembro de 2022, West continuou a elogiar Hitler em uma entrevista com Gavin McInnes, fundador dos Proud Boys. Ele disse que o povo judeu deveria "perdoar Hitler". Ele comparou o aborto ao Holocausto, dizendo que "o Holocausto não é o único holocausto. Então, para eles pegarem isso e reivindicarem quando temos abortos agora. Isso é eugenia. Isso é genocídio. É um holocausto com o qual estamos lidando agora." Ele repetiu que o povo judeu "controla" a mídia e a política. Ele disse que o povo judeu “controla a América” e “assusta a China”.

#### Proibição proposta da Austrália
Em janeiro de 2023, muitos australianos pediram que West fosse proibido de entrar na Austrália devido às suas opiniões, incluindo o líder da oposição Peter Dutton. Dutton disse à mídia local:
O Ministro da Educação, Jason Clare, também pediu que West fosse banido da Austrália, assim como o Ministro da Indústria de Victoria, Ben Carroll.
Organizações como a Comissão Antidifamação e o Museu do Holocausto de Adelaide também apoiam a proibição de entrada de West no país.

#### Desculpa informal
Em uma publicação no Instagram de março de 2023, West escreveu: "Assistir a Jonah Hill em Anjos da Lei 2 me fez gostar dos judeus novamente. Ninguém deve transformar a raiva contra um ou dois indivíduos em ódio contra milhões de pessoas inocentes. Nenhum cristão pode ser rotulado de antissemita sabendo que Jesus é judeu. Obrigado, Jonah Hill, eu te amo."

#### The Trouble with KanYe
Em The Trouble with KanYe, um documentário produzido pela BBC em 2023 que examina as visões controversas de West, Alex Klein, um ex-sócio de West, declarou que West estava "muito bravo" e disse "sinto vontade de te bater" e "você é exatamente como os outros judeus" enquanto trabalhava com ele. Quando perguntou a West se ele acreditava que os judeus estavam colaborando entre si para lhe derrubar, ele respondeu dizendo: "Sim, sim eu acredito". West disse também que se não tivesse esse ponto de vista, então não "se tornaria presidente".

#### Anúnciode Vultures
Em dezembro, após um período de silêncio da mídia, West anunciou seu álbum colaborativo com Ty Dolla Sign,Vultures. O single promocional do álbum havia a frase "Como sou antissemita? Acabei de transar com uma vadia judia", e a arte da capa inicial do álbum foi reparada pelos fãs por sugerir uma referência ao Burzum, o projeto musical do neonazista Varg Vikernes. Em 15 de dezembro, um vídeo com um discurso cheio de palavrões de West em um encontro se tornou viral, no qual ele se comparava a Hitler e Jesus Cristo e criticava as pessoas por colocarem seus filhos em "escolas sionistas". Ele também mencionou Nicki Minaj, Jay-Z, Kim Kardashian, North West (sua filha), Drake e Donald Trump, além de criticar as empresas Gap e Adidas . No mesmo discurso, West afirmou que “50% das nossas mortes [de negros] são abortos, e 25% de nós [negros] vão para a prisão” e que “os franceses detêm 80% dos bancos em África”.

#### Pedido formal de desculpas (2023)
Em 26 de dezembro de 2023, West deixou uma publicação no Instagram em hebraico, onde se desculpou pelos comentários antissemitas que fez. Em 19 de janeiro de 2024, ele apareceu em uma postagem no Instagram com o rapper colaborador JPEGMafia vestindo uma camisa do músico neonazista Varg Vikernes. Um mês depois, ele queixou-se de que os seus filhos frequentavam uma “escola falsa” gerida pelo “sistema”, acrescentando que “Neste momento, toda a gente sabe qual é a palavra-código para ‘o sistema’”.

### 2025

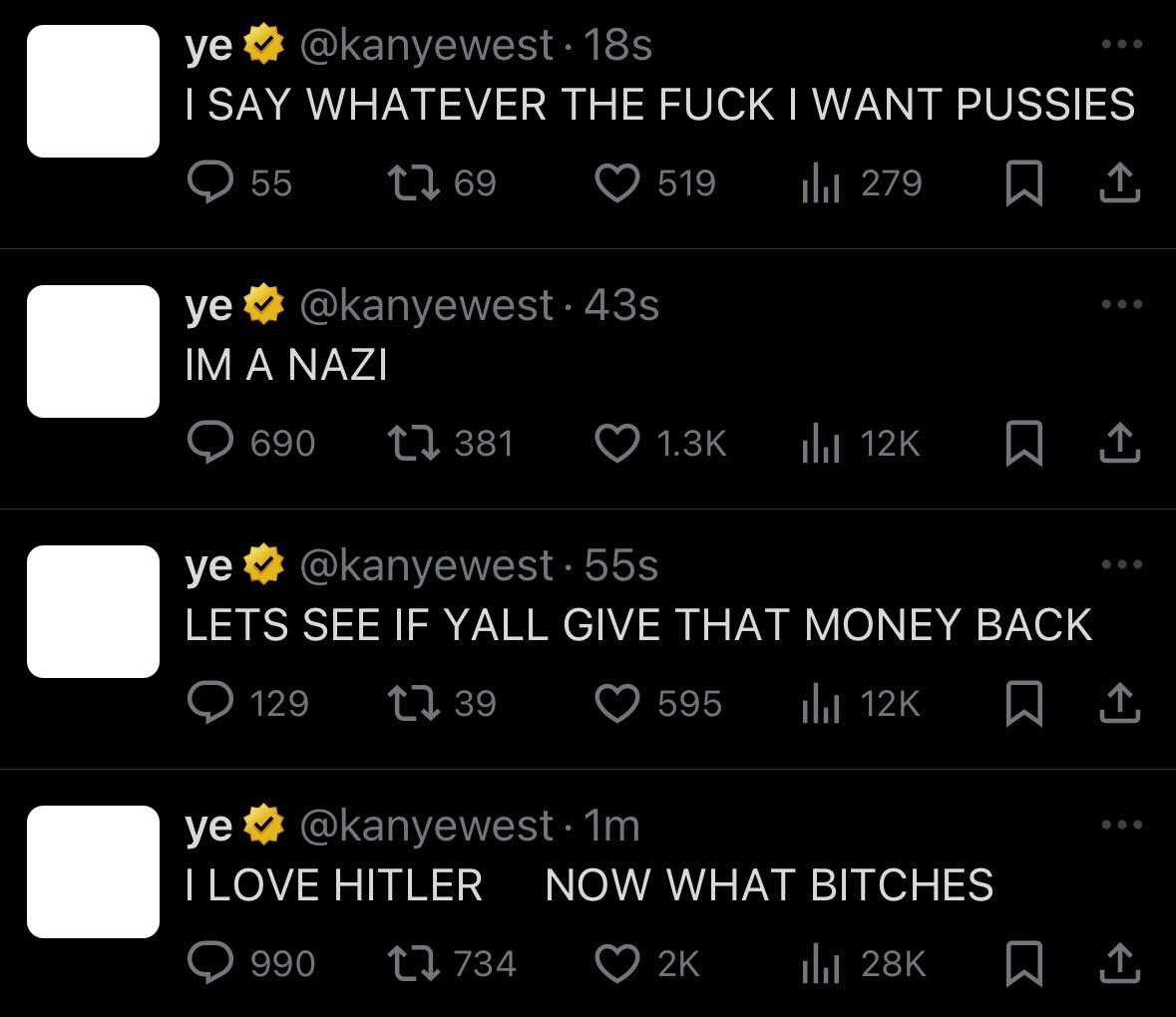
Kanye West tuitou vários tweets polêmicos em fevereiro de 2025

Em fevereiro de 2025, após pedir a libertação de Sean Combs em meio a acusações de tráfico sexual e extorsão, West continuou sua série de comentários antissemitas em sua conta do Twitter. West também fez referência à controvérsia da saudação de Elon Musk e elogiou Chris Brown por superar a cultura do cancelamento. Jonathan Greenblatt, da Liga Antidifamação, referiu-se aos comentários como "uma triste tentativa de chamar a atenção que usa os judeus como bodes expiatórios", acrescentando: "Kanye tem uma plataforma de longo alcance para espalhar seu antissemitismo e ódio. As palavras importam. E como já vimos muitas vezes antes, a retórica odiosa pode provocar consequências no mundo real." Em 7 de fevereiro, West também postou uma imagem supostamente dele, tirada em 1994; na fotografia, West é visto vestindo uma camiseta com uma suástica riscada e o slogan "Diga não à Nova América dos nazistas". O Snopes atribuiu à imagem uma classificação de "não comprovada" em sua investigação sobre a autenticidade da imagem. Ao twittar a imagem em 2025, West escreveu: "Eu também costumava ser woke". Vários comentários de West também foram considerados homofóbicos, capacitistas e misóginos.

Em 9 de fevereiro de 2025, durante o Super Bowl LIX, West publicou um anúncio incentivando os espectadores a visitar seu site, Yeezy.com. A página da loja de West, que inicialmente hospedava mercadorias dedicadas a Sean Combs para venda e várias músicas, foi apagada em 10 de fevereiro de 2025, restando apenas uma camisa com uma suástica nazista. A camisa apareceu na fachada da loja após o anúncio que West veiculou durante o Super Bowl no dia anterior. A camisa tinha o título "HH-01", provavelmente concebido como um apito de cachorro antissemita para a frase " Heil Hitler ". A Shopify desativou a página da loja de West no dia seguinte, afirmando que "Este comerciante não se envolveu em práticas comerciais autênticas e violou nossos termos, então os removemos da Shopify". O site voltou a ficar online em 13 de fevereiro de 2025, exibindo apenas o texto "Lojas Yeezy em breve", seguido de um coração. O texto também aparece no título da página.
Em 10 de fevereiro de 2025, Elon Musk declarou que a conta de West no Twitter havia sido classificada como NSFW devido à publicação de material pornográfico por West, resultando em um shadowban. Posteriormente, a conta de West foi temporariamente desativada. Em 19 de fevereiro, ele tuitou: “Após uma reflexão mais aprofundada, cheguei à conclusão de que não sou nazista”. A sinceridade da declaração foi questionada por Joe Price, da Complex  Em 28 de fevereiro, ele foi visto andando por Los Angeles com uma camiseta com uma suástica. Em 6 de março, West disse que seu próximo álbum teria "aquele som antissemita". Em 15 de março, ele se identificou novamente como nazista. Em 16 de março, ele tuitou imagens de uma suástica nazista e das runas SS da Schutzstaffel, reivindicando-as como sua "nova capa de álbum" e "novo logotipo do Sunday Service Choir ", respectivamente. Em 17 de março, ele postou um vídeo, agora deletado, dele com Nick Fuentes no X usando uma corrente com um pingente de suástica. No vídeo, West chamou Fuentes de "meu amigo supremacista branco".

#### Músicas e letras antissemitas: "WW3", "Heil Hitler" eIn a Perfect World
Em 15 de março, West postou uma nova música em sua conta no X, chamada "WW3", que continha um conjunto de versos que diziam: "Eles me dizem que sou um 'Bully', que sou totalmente antissemita. Eles dizem que estou agindo como Hitler, mas como estou agindo como Hitler? Se eu sou um maldito negro". "WW3" foi posteriormente lançada em 26 de março nos serviços de streaming sob um novo pseudônimo de gravação, "Ye". Em 30 de março, West se juntou ao influenciador DJ Akademiks para uma entrevista. Na entrevista, West vestiu uma roupa preta inspirada na Ku Klux Klan e continuou a fazer comentários antissemitas.
Em 3 de abril, West anunciou um novo álbum intitulado WW3. Na lista de faixas, havia a faixa-título mencionada anteriormente, bem como duas novas canções; "Heil Hitler" e "Hitler Ye and Jesus". West afirmou que o álbum foi escrito pelo seu colaborador Dave Blunts. Em 21 de abril, West disse que mudou o nome do álbum para Cuck. Em 30 de abril, West apareceu na plataforma de transmissão ao vivo Parti com os streamers Sneako e N30N. Nesta transmissão, West apresentou uma prévia de uma nova música chamada "Heil Hitler". A música faz alusão a West se referindo a si mesmo mais uma vez como nazista e à razão pela qual ele adotou ou começou a se abrir com sua ideologia: sua incapacidade de ver seus filhos. A letra inclui "Com todo o dinheiro e fama, ainda não consigo ver meus filhos..." "...Então eu me tornei um nazista, sim, vadia, eu sou o vilão." "Negro Heil Hitler, eles não entendem as coisas que eu digo no Twitter, todos os meus manos são nazistas, mano Heil Hitler." Em 7 de maio, Sneako e DJ Akademiks fizeram uma transmissão ao vivo juntos, onde eles deram uma prévia do videoclipe de "Heil Hitler". O vídeo apresenta 32 modelos de pele escura, alguns vestidos com peles de animais, cantando a letra da música. O vídeo termina com um trecho de um discurso de 1935 do próprio Adolf Hitler, proferido na Fábrica Krupp em Essen. Uma versão anterior da música é citada como referência ao rapper Drake como um "bicha", o que foi chamado de diss ; "Os negros agem tanto como bichas, que acho que podem ser o Drake." 

#### Pedido de desculpas no Twitter
Em 22 de maio de 2025, West tuitou que havia "desistido do antissemitismo" após uma ligação FaceTime com seus filhos. Ele pediu a Deus que "me perdoe pela dor que causei" e disse que perdoava aqueles que lhe causaram dor, embora alguns questionassem a sinceridade de seu pedido de desculpas. A Vibe escreveu que não estava claro se isso "refletia um crescimento genuíno ou uma tentativa de reparação da imagem". Em 31 de maio, ele reenviou "Heil Hitler" como "Hallelujah", que substitui as referências ao nazismo por letras relacionadas ao cristianismo. No entanto, em 1º de junho, após mencionar que a Shopify supostamente lhe deve dinheiro desde que sua página da loja (com a camisa com a suástica mencionada) foi removida, ele fez um tweet que parece fazer uma referência sutil ao fato de que as pessoas que "administram" a Shopify são judias, como um aparente ataque antissemita à empresa. O atual presidente da Shopify, Harley Finkelstein, é judeu e neto de sobreviventes do Holocausto.